# Andreas Thuresson
Patrick Andreas Thuresson (* 18. November 1987 in Kristianstad) ist ein schwedischer Eishockeyspieler, der zuletzt bis zum Ende der Saison 2024/25 bei den Kölner Haien aus der Deutschen Eishockey Liga (DEL) unter Vertrag gestanden und dort auf der Position des Flügelstürmers gespielt hat. Zuvor absolvierte Thuresson annähernd 400 Spiele in der American Hockey League (AHL) und stand darüber hinaus in weiteren 25 Partien für die Nashville Predators in der National Hockey League (NHL) auf dem Eis.

## Karriere
Thuresson wurde in der für ihren Handballverein bekannten südschwedischen Stadt Kristianstad geboren und verbrachte seine Jugend als Eishockeyspieler beim etwa 90 Kilometer entfernten Malmö. Mit den Malmö Redhawks konnte er sich für die schwedische U20-Nationalmannschaft empfehlen und nahm für sein Heimatland an der U20-Junioren-Weltmeisterschaft 2007 teil, bei der die schwedische Auswahl den vierten Platz belegte. In der Vorrunde hatte Thuresson gegen das U20-Team der USA einen Treffer erzielt. Zeitgleich war er auch schon seit der Spielzeit 2005/06 für das Profiteam der Redhawks im Einsatz, wobei er in seiner ersten Saison mit Malmö in die höchste schwedische Eishockeyliga aufstieg. In der folgenden Saison 2006/07 stieg er allerdings mit seiner Mannschaft ab.

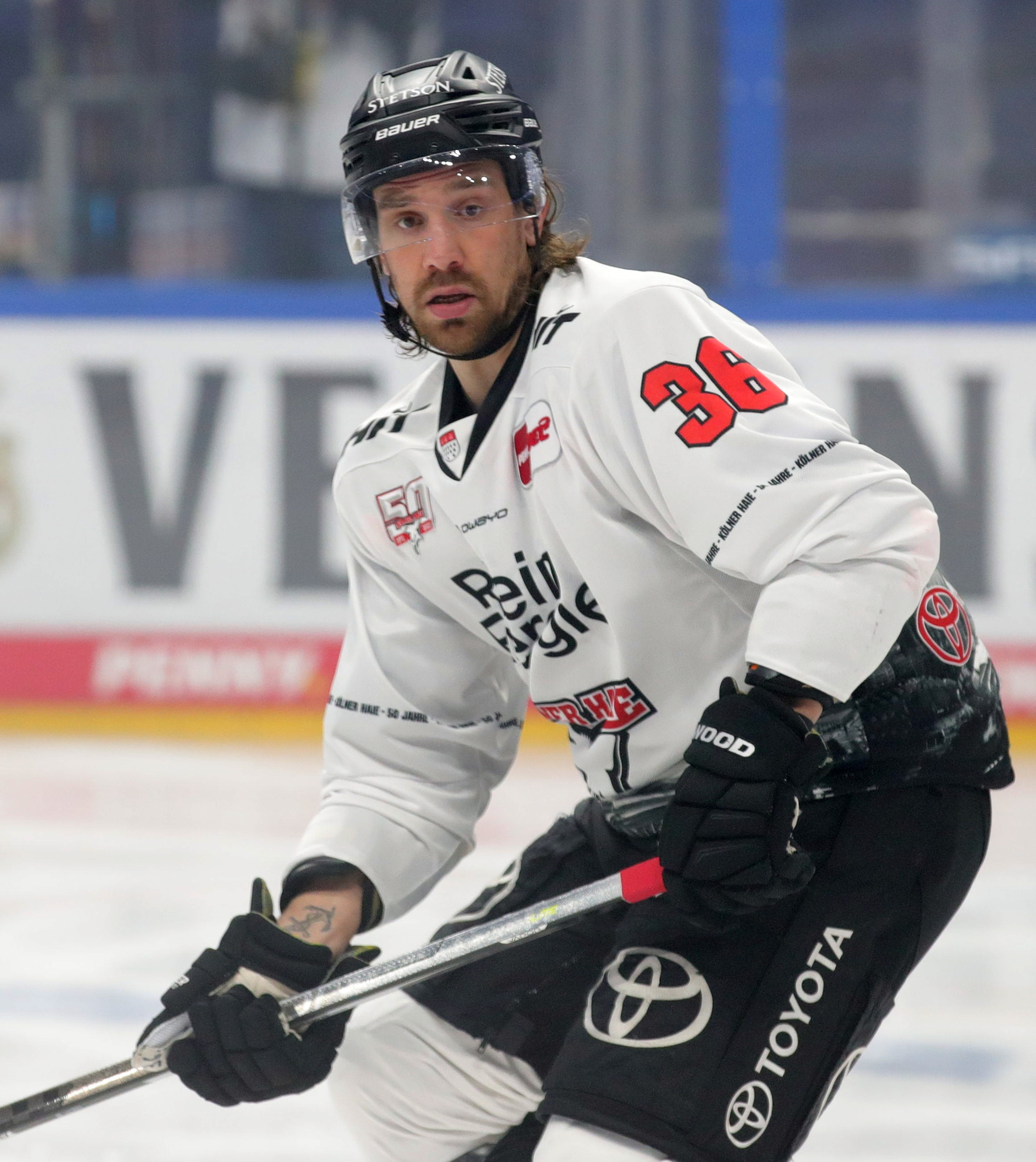
Thuresson im Trikot der Kölner Haie (2023)

Beim NHL Entry Draft 2007 wurde er in der fünften Runde an 144. Stelle von der Organisation der Nashville Predators ausgewählt, woraufhin er nach Nordamerika wechselte. Von 2007 bis 2011 war er meist für das AHL-Farmteam der Organisation, die Milwaukee Admirals, aktiv, für die er mehr als 270 Spiele absolvierte und in den vier Spielzeiten jeweils die Playoffs erreichte. Dort spielte er unter anderem mit Alexander Sulzer, Robert Dietrich, Roman Josi sowie seinem Landsmann Patric Hörnqvist zusammen. In der Saison 2009/10 hatte er auch 22 Einsätze in der National Hockey League (NHL) für die Predators und erzielte beim 2:1-Sieg im Spiel gegen die Columbus Blue Jackets am 31. Dezember 2009 ein Tor. In dieser Spielzeit war er auch der erfolgreichste Scorer für die Admirals in den AHL-Playoffs, schied aber mit seinem Team nach sieben Spielen gegen die Chicago Wolves in der ersten Runde aus. Mit der Hoffnung auf mehr NHL-Einsätze wechselte er zur Saison 2011/12 im Austausch mit Brodie Dupont zur Organisation der New York Rangers, wo er das ganze Jahr für deren damaligen AHL-Kooperationspartner, die Connecticut Whale, spielte.
Zur Spielzeit 2012/13 kehrte der Flügelstürmer in sein Heimatland zurück und schloss sich der Mannschaft von Brynäs IF aus der Elitserien an. In der Folgesaison 2013/14 war einer der punktbesten Spieler von Brynäs IF und wechselte zur Spielzeit 2014/15 in die Kontinentale Hockey-Liga (KHL), in der er 47 Spiele für den HK Sibir Nowosibirsk und Sewerstal Tscherepowez absolvierte. Seit 2013 wurde er auch immer wieder für die schwedische Nationalmannschaft nominiert, für die er mehr als 30 Spiele bestritt. Im Sommer 2015 kehrte er wieder zu seinem Heimatverein Malmö Redhawks zurück, der zu dieser Spielzeit wieder in die Svenska Hockeyligan aufgestiegen waren. In der Spielzeit 2015/16 konnte er mit Malmö die Spielklasse halten und erreichte in der Folgesaison 2016/17 die Playoffs, in denen sein Team erst im Halbfinale dem späteren Meister HV71 unterlag. In dieser – für die Redhawks seit langer Zeit erfolgreichsten Saison der Vereinsgeschichte – hatte Thuresson als einer der Topscorer und erfolgreichster Vorlagengeber seines Teams einen wichtigen Anteil. Die Saison 2017/18 begann er wieder in der KHL, diesmal bei dessen chinesischem Vertreter Kunlun Red Star, wechselte jedoch noch in der Spielzeit in die Schweizer National League, wo er mit den SCL Tigers trotz 13 Punkten in 22 Spielen die angestrebten Playoffs nicht erreichte.
Nachdem er die Spielzeit 2018/19 beim HV71, dem Überraschungsmeister von 2017 und damaligen Bezwinger seines Teams Malmö, wieder in der schwedischen Svenska Hockeyligan verbrachte, wechselte er für die Saison 2019/20 in die Deutsche Eishockey Liga (DEL) und spielte zwei Jahre für die Schwenninger Wild Wings. In seinem zweiten Jahr für das Schwarzwälder Eishockeyteam war er der punktbeste Spieler seiner Mannschaft. Für die Spielzeit 2021/22 wechselte er innerhalb der DEL zu den Kölner Haien, bei denen er in seiner ersten Saison mit 16 Treffern bester Torschütze seines Teams wurde. In der Folgesaison 2022/23 bildete er mit Maximilian Kammerer und Louis-Marc Aubry die erfolgreichste Angriffsreihe der Liga und mit seinen 60 erzielten Punkten wurde er vor dem punktgleichen Yasin Ehliz der Topscorer der DEL-Hauptrunde in dieser Spielzeit. Im Verlauf der Saison 2023/24 erlitt der Schwede zwei Gehirnerschütterungen, in deren Folge er lange ausfiel und in der Spielzeit 2024/25 kein Spiel absolvierte. Während er in der Reha weilte, wurden die Haie Vizemeister. Sein auslaufender Vertrag wurde über den Sommer 2025 hinaus nicht verlängert.

## Erfolge und Auszeichnungen
- 2004 Schwedischer U20-Junioren-Vizemeister mit den Malmö Redhawks
- 2005 Meister der Allsvenskan und Aufstieg in die Elitserien mit den Malmö Redhawks
- 2023 Topscorer der DEL-Hauptrunde
- 2025 Deutscher Vizemeister mit den Kölner Haien

### International
- 2004 Bronzemedaille beim Nations Cup

## Karrierestatistik

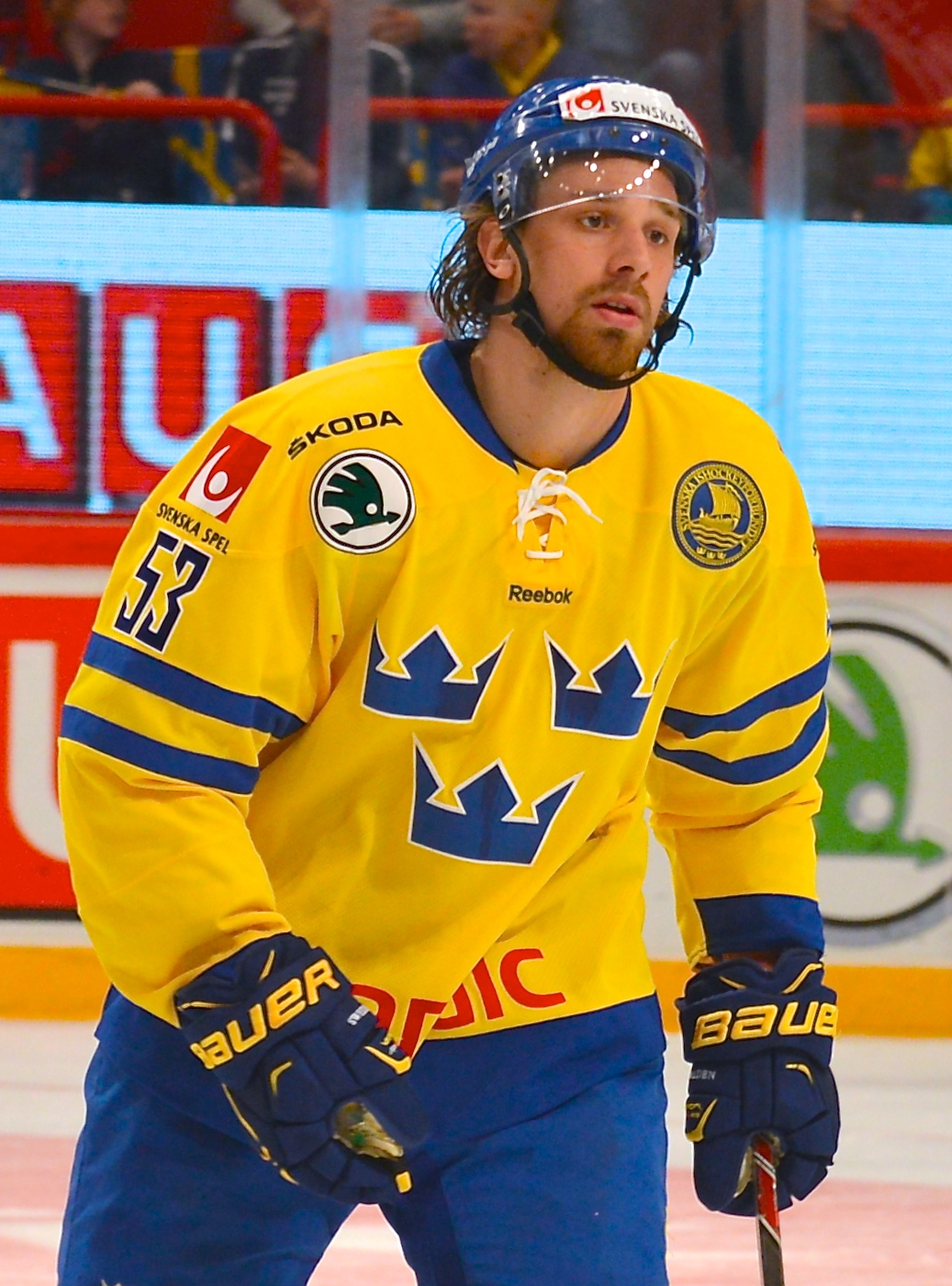
Thuresson als Spieler der schwedischen Nationalmannschaft (2014)

Stand: Ende der Saison 2024/25

### International
Vertrat Schweden bei:
- Nations Cup 2004
- U20-Junioren-Weltmeisterschaft 2007
- Weltmeisterschaft 2015

(Legende zur Spielerstatistik: Sp oder GP = absolvierte Spiele; T oder G = erzielte Tore; V oder A = erzielte Assists; Pkt oder Pts = erzielte Scorerpunkte; SM oder PIM = erhaltene Strafminuten; +/− = Plus/Minus-Bilanz; PP = erzielte Überzahltore; SH = erzielte Unterzahltore; GW = erzielte Siegtore; 1 Play-downs/Relegation; Kursiv: Statistik nicht vollständig)